# Waitschach, Kotarče
Waitschach je naselje v Občini Kotarče v Okraju Šentvid ob Glini na Koroškem v Avstriji.